# Laguna Adela
Laguna Adela är en sjö i Argentina.   Den ligger i provinsen Buenos Aires, i den östra delen av landet, 120 km söder om huvudstaden Buenos Aires. Laguna Adela ligger 9 meter över havet. Den ligger vid sjön Laguna La Adela.
Trakten runt Laguna Adela består till största delen av jordbruksmark. Runt Laguna Adela är det glesbefolkat, med 9 invånare per kvadratkilometer.